# Helina subpubescens
Helina subpubescens este o specie de muște din genul Helina, familia Muscidae. A fost descrisă pentru prima dată de Macquart în anul 1847. Conform Catalogue of Life specia Helina subpubescens nu are subspecii cunoscute.